# جغرافيا تركمانستان
| \| \|                           | |
| القارة                          | آسيا |
| المنطقة                         | آسيا الوسطى |
| إحداثيات جغرافية                | |
| المساحة                         | 488,100 كم² (؟؟) |
| الشريط الساحلي                  | |
| الحدود الأرضية                  | |
| الدول المجاورة وطول الحدود معها | |
| أعلى نقطة                       | 3,139 متر Aýrybaba |
| أدنى نقطة                       | بحيرة Sarygamysh (تقع في شمال غرب تركمانستان، ذات عُمق -81 م (مستوى المياه في بحيرة Sarygamysh بشكل واسع هو -110 م، وفي مناطق أقل يبلغ العُمق -60 م). |
| فرق التوقيت                     | |
|                                 | |

جغرافيا تركمانستان هي دولة تقع في آسيا الوسطى، مطلة على بحر قزوين إلى الغرب ، وإيران وأفغانستان إلى الجنوب، وأوزبكستان إلى الشمال الشرقي، وكازاخستان إلى الشمال الغربي.
أطول حدود لتركمانستان هي مع بحر قزوين (1,786 كم). الحدود الأخرى مع إيران (إلى الجنوب تبلغ 992 كم)، وأفغانستان (إلى الجنوب، تبلغ 744 كلم)، ومع أوزبكستان (في الشمال والشرق، تبلغ طولها 1,621 كم) وكازاخستان (في الشمال، وتبلغ طولها 379 كم). تركمانستان هي أكبر قليلًا من ولاية كاليفورنيا من حيث مساحة الأرض، حيث تبلغ مساحتها الإجمالية 488,100 كيلومتر مربع. تُعد تركمانستان الجمهورية الرابعة كُبرًا من حيث المساحة من بين جمهوريات الاتحاد السوفياتي السابق، بعد كُل من روسيا وكازاخستان وأوكرانيا.